# Jiří Markusek
Jiří Markusek (* 1. listopadu 1952) je bývalý český fotbalista, obránce.

## Fotbalová kariéra
V československé lize hrál za VP Frýdek Místek. Nastoupil ve 13 ligových utkáních, gól v lize nedal.

## Ligová bilance
| Ročník                                   | Zápasy | Góly | Klub             |
| ---------------------------------------- | ------ | ---- | ---------------- |
| 1. československá fotbalová liga 1976/77 | 13     | 0    | VP Frýdek Místek |
| CELKEM                                   | 13     | 0    |                  |